# A Gyűrűk Ura: A két torony (film)
A Gyűrűk Ura: A két torony (eredeti cím: The Lord of the Rings: The Two Towers) 2002-ben bemutatott új-zélandi–amerikai fantasyfilm Peter Jackson rendezésében, J. R. R. Tolkien A Gyűrűk Ura című regényének második kötete alapján. A film bemutatójára 2002. december 18-án került sor Észak-Amerikában, Új-Zélandon és a világ nagy részén, Magyarországra 2003. január 9-én érkezett.
A Gyűrűk Ura: A Gyűrű Szövetsége eseményeit követve, a film három szálon halad: Frodó és Samu folytatják küldetésüket Mordorba az Egy Gyűrű elpusztításához, ami során találkoznak Gollammal, a Gyűrű egykori birtoklójával; Aragorn, Legolas és Gimli a harcokban megfáradt Rohan földjére érkeznek, útjuk keresztezi a visszatért Gandalfét, majd együtt küzdenek a helm-szurdoki csatában; ezalatt Trufa és Pippin megszöknek fogságukból és belebotlanak Szilszakállba, az entbe.
A filmet rendkívül jól fogadta a kritika, noha az adaptáció sokkalta nagyobb visszhangot váltott ki, mint elődje. A két torony frenetikus box office sikerré vált, világszerte több mint 900 millió dolláros bevételt hozott, megelőzve A Gyűrű Szövetségét, s jelenleg az ötödik minden idők legsikeresebb filmjeinek listáján (infláció figyelembevételével a tizenkettedik). Emellett bekerült az 1001 film, amit látnod kell, mielőtt meghalsz című könyvbe is. A film bővített változata 2003. november 19-én jelent meg DVD-n, hazánkban november 25-én került a boltokba.

## Szereplők
| Szereplő                     | Színész          | Magyar hang            |
| ---------------------------- | ---------------- | ---------------------- |
| Frodó                        | Elijah Wood      | Csőre Gábor            |
| Gandalf                      | Ian McKellen     | Bács Ferenc            |
| Aragorn                      | Viggo Mortensen  | Selmeczi Roland        |
| Samu                         | Sean Astin       | Kerekes József         |
| Gollam                       | Andy Serkis      | Láng Balázs            |
| Gimli                        | John Rhys-Davies | Rajhona Ádám           |
| Legolas                      | Orlando Bloom    | Rékasi Károly          |
| Trufa                        | Dominic Monaghan | Stohl András           |
| Pippin                       | Billy Boyd       | Lippai László          |
| Théoden                      | Bernard Hill     | Ujréti László          |
| Éowyn                        | Miranda Otto     | Györgyi Anna           |
| Saruman                      | Christopher Lee  | Reviczky Gábor         |
| Gríma                        | Brad Dourif      | Kőszegi Ákos           |
| Faramir                      | David Wenham     | Rajkai Zoltán          |
| Éomer                        | Karl Urban       | Viczián Ottó           |
| Szilszakáll (hangja)         | John Rhys-Davies | Tolnai Miklós          |
| Elrond                       | Hugo Weaving     | Rosta Sándor           |
| Arwen                        | Liv Tyler        | Solecki Janka          |
| Galadriel                    | Cate Blanchett   | Kovács Nóra            |
| Haldír                       | Craig Parker     | Markovics Tamás        |
| Háma                         | John Leigh       | Csík Csaba Krisztián   |
| Gamling                      | Bruce Hopkins    | Barbinek Péter         |
| Madril                       | John Bach        | Trokán Péter           |
| Morwen                       | Robyn Malcolm    | Spilák Klára           |
| Haleth                       | Calum Gittins    | Kováts Dániel          |
| Mauhur                       | Robbie Magasiva  | Vass Gábor             |
| Uglúk                        | Nathaniel Lees   | Bolla Róbert           |
| Sharku                       | Jed Brophy       | Papucsek Vilmos        |
| Grisnák                      | Stephen Ure      | Rudas István           |
| Snaga                        | Jed Brophy       | Katona Zoltán          |
| Boromir (bővített változat)  | Sean Bean        | Sinkovits-Vitay András |
| Denethor (bővített változat) | John Noble       | Szakácsi Sándor        |

- Elijah Wood mint Zsákos Frodó. Frodó egy hobbit a Megyéből, aki elvállalta a súlyos feladatot, hogy az Egy Gyűrűt a Végzet Hegyéhez viszi. Minél közelebb kerül Mordorhoz, a teher annál nehezebb számára.
- Sean Astin mint Csavardi Samu. Samu Frodó hűséges kertésze, aki elkíséri gazdáját küldetésében. Az út során vezetőnek fogadott Gollamban egyáltalán nem bízik, de Frodó kedvéért megtűri, noha ez nehezére esik.
- Ian McKellen mint Fehér Gandalf. A Mória sötétjébe veszett Gandalfot a valák visszaküldik Középföldére, hogy továbbra is segítse annak népeit a Mordor elleni, egyre élesedő harcban. Ismét vezető szerepet tölt be az eseményekben, első lépésként Rohan királyához vágtat Aragornnal, Legolasszal és Gimlivel, hogy rábírják az ellenállásra. Az immáron Fehér jelzőt viselő Gandalf és a rohírok érkezése fordítja meg a csata kimenetelét a Helm-szurdoknál. Ehhez az eseményhez kapcsolódik valódi szállóigévé vált mondata: „Jöttömre öt nap múltán számítsatok, pirkadatkor, kelet felől!”
- Viggo Mortensen mint Aragorn. Aragorn Gimli és Legolas társaságában Trufa és Pippin nyomát követi, ám mást találnak meg. Gandalffal Rohan földjére sietnek, ahol erőt öntenek a csatához az emberekbe, s hősiesen helytállnak az ütközetben.
- Dominic Monaghan mint Borbak Trufiádok. Trufa Pippinnel megszökik az Uruk-haiok fogságából, s a Fangorn-erdőben találkoznak Szilszakállal, az enttel. Némi hasztalan győzködés után egy ügyes gondolattal rábírják, hogy az entek is belépjenek a háborúba, s így a két hobbit Orthancnál veszi ki a részét az eseményekből.
- Billy Boyd mint Tuk Peregrin. Pippin Trufával megszökik az Uruk-haiok fogságából, s a Fangorn-erdőben találkoznak Szilszakállal, az enttel. Némi hasztalan győzködés után egy ügyes gondolattal rábírják, hogy az entek is belépjenek a háborúba, s így a két hobbit Orthancnál veszi ki a részét a történésekből.
- John Rhys-Davies mint Gimli. Gimli Aragorn és Legolas társaságában Trufa és Pippin nyomát követi, ám mást találnak meg. Gandalffal Rohan földjére sietnek, ahol erőt öntenek a csatához az emberekbe, s hősiesen helytállnak a történések során.
- Orlando Bloom mint Zöldlomb Legolas. Legolas Aragorn és Gimli társaságában Trufa és Pippin nyomát követi, ám mást találnak meg. Gandalffal Rohan földjére sietnek, ahol erőt öntenek a csatához az emberekbe, s hősiesen helytállnak az ütközetben.
- Christopher Lee mint Fehér Saruman. Szarumán hatalmas orkseregét Rohan népének elpusztítására küldi a Helm-szurdokba. Azonban számítása dugába dől, az entek saját tornyát, Orthancot is feldúlják, így hatalma elbukik.
- Bernard Hill mint Théoden. Rohan királya, akit Saruman hosszú időn át bűvölet alatt tartott, mígnem Gandalf felszabadította. Fiának közeli halála fájó sebet ejt rajta, de hamar cselekednie kell, mikor az ellenség népét fenyegeti: utasítására a Helm-szurdokba veszik az irányt, ahol nemes és nehéz küzdelemben győzedelmeskednek. Théoden szeretett unokahúga Éowyn.
- Miranda Otto mint Éowyn. Éowyn Thédon király unokahúga, aki maga is szeretné kivenni a részét a harcokból, ám ezt többen sem tanácsolják neki. Gyengéd érzelmeket kezd táplálni Aragorn iránt, azonban a férfi hű marad bizonytalan jövőjéhez Arwennel.
- Brad Dourif mint Kígyónyelvű Gríma. A féregre emlékeztető Gríma Théoden király tanácsosa, azonban már régóta Szarumánnak kémkedik. Száműzi Éomert Rohanból, míg a férfi húgának, Éowynnak minden lépését sóvárogva figyeli. Gandalf érkeztével száműzik, így gazdájához siet Vasudvardba.
- Karl Urban mint Éomer. Éomer a rohani király szolgálatában áll, a rohírok vezetője. Száműzetésbe kénytelen vonulni lovagjaival, ám mikor a legnagyobb szükség van rájuk, Gandalf értük siet, s fordít a Helm-szurdokban vívott csata kimenetelén.
- David Wenham mint Faramir. Gondor helytartójának ifjabbik fia, aki úgy akar bizonyítani apjának, hogy az elfogott hobbitokat a Gyűrűvel együtt apjához viszi. Azonban egy támadás Osgiliathra ráébreszti arra, mi a helyes cselekedet.
- Hugo Weaving mint Elrond. Elrond Völgyzugoly elhagyása mellett érvel lányának, mondván, az ő idejük lejárt, azonban Arwen az Aragorn iránt érzett szerelme miatt nem hajlandó elhagyni otthonát. Elrond végül egy sereget küld a Helm-szurdokba Haldír vezetésével.
- Cate Blanchett mint Galadriel. Galadriel szavainak hatása Elrondra is közrejátszik abban, hogy a tündék is részt vesznek a helm-szurdoki csatában.
- Liv Tyler mint Arwen. Elrond lánya a végsőkig hajlandó kitartani szerelme, Aragorn mellett, akkor is, mikor kevés remény marad arra, hogy valaha is boldog legyen az élete.
- Andy Serkis mint Gollam. Gollam, avagy Szméagol egykoron hobbit volt, ám a Gyűrű ereje eltorzította testét és lelkét. Hogy visszaszerezze a számára oly drága tárgyat, követi Frodót és Samut, de a két hobbit felülkerekedik rajta, így ígéretet tesz rá, elvezeti őket Mordor mélyébe. Azonban egy kisebb trauma ismét felszínre hozza rosszabbik énjét.

## Cselekmény

### Az új útitárs
A film az első rész képeivel kezdődik, mikor Gandalf lecsúszik Khazad-dûm hídjáról és zuhanás közben a Balroggal küzd. Frodó hirtelen felriad emlékeiből és folytatja útját Samuval az Emyn Muilon, ahol Gollam rájuk támad az éj leple alatt. Azonban a hobbitoknak sikerül megkötözniük tündekötéllel, s bár Samu megölné, Frodó szánalmat érez iránta. Rábírják, hogy vezesse el őket Mordorba.

### Rohan válsága
Az uruk-hai orkok Rohanon át futnak Pippinnel és Trufával a fogságukban. Aragorn, Legolas és Gimli üldözi őket, három napon át a nyomukban vannak. Ráébrednek, hogy Rohanba érkeztek, s Legolas kifürkészi, hogy a hobbitokat Vasudvardba viszik. Ott Saruman az ország megtámadását tervezi. A fővárosban, Edorasban Théoden király mentálisan és fizikailag is gyenge, köszönhetően Saruman bűvöletének és a király tanácsosa, Kígyónyelvű Gríma ténykedésének, aki immáron Sarumant szolgálja. Orkok szabadon garázdálkodnak a földön, s egy portyázásuk alkalmával megölik Théoden egyetlen fiát. A király unokaöccse, Éomer rájön, a Kígyónyelvű Saruman csatlósa és méreggel elöntve szegezi neki a kérdést, mit ajánlott fel neki cserébe az áruló mágus. Mikor Gríma Éomer húga, Éowyn felé pillant, Éomer dühvel elöntve rátámad. Az őrök megfékezik, és a Kígyónyelvű száműzi őt Rohanból.

### Gandalf visszatérése
Frodó és Samu a Holtlápon vágnak keresztül, ahol elrejtőzni kényszerülnek egy Gyűrűlidérc elől, aki szárnyas teremtményén repül el a vidék felett. Sikerül elérniük a Fekete Kapuhoz, azonban Gollam elárulja nekik, létezik egy kevésbé kockázatos út is délebbre. Trufa és Pippin megszöknek fogságukból, mikor Éomer emberei rajtaütnek az Uruk-haiokon. Éomer másnap pirkadatkor tájékoztatja a szembejövő Aragornt a mészárlásról, így a három útitárs a helyszínre siet. Ott a két hobbit nyomát követve a Fangorn erdőbe jutnak. Az erdőben Pippin és Trufa találkozott Szilszakállal és egy Fehér Mágussal. Aragorn, Legolas és Gimli ráébred, a mágus az újjászületett Gandalf, aki feláldozta magát a Balrog ellen. Négyen Edorasba utaznak lóháton, ahol Gandalf felszabadítja Théodent Saruman uralmából és kidobják a Kígyónyelvűt a palotából. Théoden szembesül fia halálával és a nyílt háborúval, s úgy dönt, a Helm-szurdokba menekíti népét. Gandalf Éomer keresésére indul, míg Éowyn megismerkedik Aragornnal.

### Nehezedő helyzet
Ithiliennél, Gollam megszabadul sötét énjétől, s megpróbál barátságot kötni Frodóval és Samuval. A három egy csatába csöppen és foglyul ejtik őket. Aragornnak a Helm-szurdokba vezető úton meg kell mentenie a menekülteket Saruman farkasaitól. Az ütközet hevében lezuhan egy szikláról, a túlélők pedig kimerülten érkeznek meg a szurdokba. Völgyzugolyban Elrond igyekszik meggyőzni Arwent, hogy a tündék ideje leáldozóban van, így tartson vele Nyugatra. Bizonytalan abban, a tündék segítsék-e még az embert. Frodót és Samut Henneth Annunba viszik, ahol megismerik Faramirt, Boromir öccsét, aki miután Gollamot is elkapja, tudomást szerez az Egy Gyűrűről. Úgy dönt, a Gyűrű Gondorba megy. Rohanban, Aragorn magához tér, s útján a szurdoki erődbe tízezres orksereget figyel meg. Megérkeztekor kétségbeesést talál, háromszáz ember készültét a csatára, akik közül sok túl öreg vagy túl fiatal. Kétszáz tünde jön Lórienből segíteni. A Fangorn erdőben, Szilszakáll és a többi ent tanácskozik.

### Párhuzamos harcok
A harc elkezdődik, a szurdokot védőknek sikerül az Uruk-haiokat a falakon kívül tartani, de számos áldozatot szed az elnyúló küzdelem. Az ellenség betöri a kaput Aragorn és Gimli legnagyobb erőfeszítése ellenére is, így az emberek visszaszorulnak az őrtoronyhoz. A Fangorn erdőben Szilszakáll úgy dönt, az entek nem harcolnak, ám mikor Pippin az erdő azon részére vezeti, ahonnét Saruman kivágatta a fákat, éktelen haragra gerjed. Osgiliathnál Faramir és a hobbitok szembekerülnek egy Gyűrűlidérccel. Mikor a Helm-szurdokban a toronyhoz vezető kaput megtámadják, Gandalf, Éomer és kétezer rohír érkezik, hogy visszaverjék az Uruk-haiokat; az entek elárasztják Vasudvardot, míg Samu és Faramir megmentik Frodót a Nazgûltól.

### A folytatás előzményei
Samu narrációja – mely a történet helyes folytatódásáról szól – közben a harcok képeit látjuk, majd Faramir útjára engedi a hobbitokat és Gollamot. Gandalf és társai tudják, a háború már közel van, s minden reményüket Frodóba vetik. Faramir embereinek rossz bánásmódja következtében Gollam rosszabbik énje visszatér, s kiterveli, hogyan fogja megszerezni a Gyűrűt az Ő segítségével.

## Összevetés a forrással
A két torony kezdetben nem egy teljes filmként indult: ehelyett részei a Miramax által tervezett két film egyike, A Gyűrű Szövetsége konklúziójaként szolgáltak. Azonban mikor a New Line-hoz került és trilógia lett belőle, Jackson, Walsh és Boyens félredobták forgatókönyvüket. A két torony elkészítése bizonyult a legbonyolultabbnak a három filmből, mivel sem tiszta kezdet, sem látható vég nem állt rendelkezésre, amire a forgatókönyvet alapozhatták volna. Mindazonáltal egyértelmű döntés született, hogy a helm-szurdoki csata szolgál majd tetőpontként, s ezen elhatározás értelme kihatott az egész történet hangulatára és stílusára.
A legszembetűnőbb eltérés a könyv és a film között maga a struktúra. Tolkien A két toronya két részből áll, az egyik a rohani háborút, a másik Frodót követi nyomon. A filmből kimaradt a könyv kezdete, Boromir halála, amit A Gyűrű Szövetsége tetőpontjaként használtak. Továbbá, hogy a film szerkezete lineárisabb legyen, a történetet úgy rendezték át, hogy passzoljon az idővonalhoz, amit Tolkien csak a könyv Függelékében részletez. Az átalakításnak köszönhetően a csúcspont a Helm-szurdokban lezajló ütközet, így a Szövetség Vasudvardba érkezése és Frodó küzdelme a Banyapókkal A király visszatérre marad.
Megjegyzendő különbség a történetben, hogy Théodent szó szerint megszállja Saruman, míg a könyvben csupán Kígyónyelvű szavai befolyásolják. Ezen kívül, Théoden erejét visszanyerve is bizonytalan a cselekvésben, s a Helm-szurdokba menekül. A könyvben harcba vonul, s csak akkor vetül rá is támadás, mikor Erkenbrandon akar segíteni. Erkenbrand nem szerepel a filmben: karakterét Éomerébe olvasztják, aki a film végén Gandalffal érkezik az ostromba. Éomer maga a könyvben végig jelen van a csatánál.
A Helm-szurdokba vezető úton az edorasi menekülteket farkasok támadják meg. A jelenetet feltehetőleg A Gyűrű Szövetsége könyvváltozatának azon szcénája ihlette, ahol a Szövetség küzd velük. Itt, egy új szálat alkottak a filmhez, amiben Aragorn lezuhan egy szikláról, s halottnak vélik. Jackson mindezt a feszültség kedvéért adta hozzá. Ez a momentum újabb vonalat eredményez Arwennel, ahol a tünde úgy dönt, elhagyja Középföldét, miután elveszíti a reményt szerelme jövőjével kapcsolatban. Arwen szerepe a könyv Függelékében elsődleges, s sosem cselekszik így.
Egy komolyabb módosítás is a tervekben szerepelt. Arwen és Elrond ellátogat Galadrielhez, s Arwen csatlakozik a tündék seregéhez, akik a Helm-szurdokba mennek, hogy Aragorn mellett harcoljon. A forgatás alatt a forgatókönyvet megváltoztatták, mivel az írók jobb ötletekkel álltak elő a románc megjelenítésére, és mert az ötlet gyenge rajongói reakciókat váltott ki. Az új jelenetben Arwen Nyugatra megy, a párbeszédes jelenetek azonban megmaradtak, s telepatikussá vágták őket. Azonban egy komolyabb változtatást nem lehetett visszacsinálni: a tünde harcosok részt vesznek az ostromban. Jackson szerint mindazonáltal a módosítás nagyon romantikus és felkavaró: a tündék visszatérnek egy utolsó csatába Középfölde jövőjéért. Néhány rajongó rámutatott, hogy mindez figyelmen kívül hagyja az Utolsó Szövetség nevét a trilógia prológusából.
Egy másik eltérés a tény, hogy Szilszakáll nem dönt rögtön úgy, háborúba megy. Mindez fokozza a feszültséget, és Philippa Boyens társ-forgatókönyvíró szerint így Pippin és Trufa nem csupán kézipoggyászok szerepét töltik be. Itt a hobbitok Szilszakáll elé tárják a teljes pusztulást, aminek következtében az ent haragra gerjed. Egyéb szerkezeti változtatás az, hogy a hobbitok korábban találkoznak a Fehér Gandalffal.
A készítők döntése, hogy a Banyapókot meghagyják a harmadik filmre, azt jelentette, hogy Faramirnak akadállyá kell válnia Frodó és Samu számára. A könyvben Faramir (akárcsak Aragorn) hamar ráébred, hogy a Gyűrű veszélyt és kísértést jelent, s nem is habozik elengedni a két hobbitot. A filmben először úgy dönt, a Gyűrű Gondorba megy apjához, hogy így bizonyítsa neki, ér annyit, mint bátyja, Boromir. Faramir elviszi Frodót és Samut az Osgiliath-i csatába, ami a könyvben nem történik meg. Jackson kikacsint az olvasók felé Samu mondatával, „Semmiképpen sem kellene itt lennünk, de itt vagyunk.” Miután látja, milyen hatással van Frodóra a Gyűrű a Nazgul támadása alatt, Faramir változtat elhatározásán, s útjára engedi őket. Ezen módosítások elhalványítják (de legalábbis átformálják) a könyv erős kontrasztját Faramir és Boromir között, aki megpróbálta megszerezni magának a Gyűrűt A Gyűrű Szövetségében. Boyens szerint ezek a változtatások szükségesek voltak a Gyűrű fenyegető voltának megőrzéséhez. A Faramirt alakító David Wenham, aki nem olvasta a könyvet, az eredeti karaktert „drámaian halottnak” találta.
Végezetül, maga a cím, A két torony jelentése is megváltozott. Tolkien számos felvetődő párosítás közül végül megalkotta a végső borítóillusztrációt, s hozzá írt egy jegyzetet, ami A Gyűrű Szövetsége végén található, s amiben Minas Morgullal és Orthanccal azonosítja őket. Jackson filmjében, akárcsak az előzetesekben és plakátokon, Orthanc mellett Barad-dûrt nevezi meg, ami a gonosz szövetségét szimbolizálja. E szövetség az ember elpusztítására irányul – ez alkotja a film cselekményének mozgatórugóját.

## Produkció

### Produkciós dizájn
Mikor Alan Lee 1997-ben csatlakozott a projekthez, a Helm-szurdok megtervezése volt az első feladata. 1:35 arányával az egyik első miniatűr volt, s része lett annak a 45 perces videónak, ami láttán a New Line megvette a produkciót. Az alapot Lee a könyvhöz készített egy korábbi illusztrációja szolgáltatta, de a görbített falat John Howe, Lee illusztrátor- és dizájnerpartnere ajánlotta. Jackson ezt a miniatűrt használta a csata megtervezéséhez 40 000 játékkatonával, amit a filmben nagytotálokhoz hasznosítottak.
A Helm-szurdokot a Dry Creek Quarrynél építették meg a kapuval, az átkelővel, egy levető részt tartalmazó fallal és egy toronnyal a második szinten. A legfontosabb az 1:4 arányú miniatűr volt, ami elérte az 50 láb szélességet. Ezt a különböző perspektivákkal operáló trükkfelvételekhez használták, illetve a legnagyobb robbantási jelenethez.
A film felvonultatja Középfölde seregeit. John Howe volt a gonosz hadainak elsőszámú tervezője; először Jackson az Uruk-haiokra bólintott rá. Howe egy 18. századi kézirat alapján megalkotott egy speciális nyílpuskát a szereplőknek, amelyeket az újratöltéséhez nem kellett kinyitni. 100 tünde páncélöltözet készült, amiben hangsúlyosak az ősz színei; ez jelképezi a tündék kivonulását Középföldéről. 250 jelmezt gyártottak a Rohíroknak, Bernard Hillnek ehhez belül még bőrből készült rész is járult. A kardok előállítása 3-6 napot vett igénybe.
Edoras, a rohaniak fővárosának megépítése a Mount Sundayen hat hónapot vett igénybe. A belső jeleneteket a Stone Street Studiosban vették fel. Ezekhez a Lee által tervezett faliszőnyegeket használták, míg Théoden fatrónja Lee lányának munkája. Bernard Hill nagy mennyiségű sminket viselt a megszállt jeleneteiben. A Grímát játszó Brad Dourif leborotválta szemöldökeit, s krumplipelyheket tett a hajába korpa gyanánt az elrettentő hatásért.
A filmben bepillantást nyerünk Mordorba és Gondorba is Frodó és Samu története révén. Barad-dûrt egy gyorsan közelítő felvétel keretében láthatjuk, Howe ezt a mozzanatot a gót katedrálisok paródiájának nevezte. Osgiliath feldúlása Londont tükrözi az 1940 és 1941 közötti náci támadás idején. Néhány elemet Moria díszleteiből felhasználtak A két toronyhoz is.

### Forgatás
A két torony felvételei együtt történtek A Gyűrű Szövetsége és A király visszatér felvételeivel 1999. október 11. és 2000. december 22. között. A rohani jeleneteket a kezdetekkor forgatták, s Viggo Mortensen, Orlando Bloom és John Rhys-Davies dublőrje is sérüléseket szenvedtek. Mortensen eltörte a lábujját, mikor belerúgott egy orksisakba az Uruk-haiok maradványainak átkutatásakor Pippin és Trufa után; ez a felvétel szerepel a kész filmben. Bloom leesett a lováról és egy bordáját törte, míg a dublőr Brett kificamította a térdét. Mindhárman két napon át fájlalták tagjaikat, mivel a sérülésekkel futottak a forgatáson.
Ezután következett a helm-szurdoki csata három hónapon át tartó felvétele. John Mahaffie végezte el az éjszakai felvételek legnagyobb részét. Mortensennek kiütötték az egyik fogát egy ilyen alkalommal, Bernard Hillnek pedig a füle sérült meg. A hétszáz statiszta azonban élvezte a munkálatokat, maori nyelven inzultálták egymást és jeleneteket improvizáltak, úgymint az Uruk-haiok lándzsadöngölése az ütközet kezdetén. A művészeti részleg szakemberei viszont az idegeikre mentek: a kapuk túlzottan meg voltak erősítve a faltörő kosos jelenethez. Mortensen nagyrabecsülte a kaszkadőrcsapatot, aminek jeleként legyűrte őket a földre két lábával körbefogva testüket.
Elijah Woodhoz és Sean Astinhoz Andy Serkis 2000. április 13-án csatlakozott.

### Speciális effektusok
A két toronyhoz a Weta Digital megduplázta 260 fős csapatát. Összesen 73 percnyi digitális effektet alkottak meg 799 felvétellel. A filmben először néztek szembe egy csatajelenet megalkotásának kihívásával, illetve két digitális szereplő életre keltésével, akiknek valóban közre kellett működniük, nem csak a díszlet részeként szerepelni, ahogy azt az előző film barlangi trollja és Balrogja tette.

#### Gollam
A Weta 1998-ban kezdte el Gollam animálását, hogy bizonyítsák a New Line-nak, képesek az effekt megalkotására. Andy Serkis „játszotta” Gollamot, ő szolgáltatta a hangját és mozdulatait a forgatáson, később pedig a motion capture jelmezzel segítette az animátorok munkáját. Jeleneteit kétszer vették fel, vele, illetve nélküle. Eredetileg Gollamot kizárólagosan CG-karakternek szánták, de Jacksont annyira lenyűgözte Andy Serkis hangfelvétele, hogy a forgatáson is igénybe vették szolgálatait.
Gollam CG-modelljét 2001 folyamán újratervezték, mikor Serkis Gollam transzformálódása előtti formája, Szméagol szerepébe bújt, hogy jobban emlékeztessen a színész arcvonásaira. 2001 karácsonya után a stáb az összes felvételt újraanimálta eszerint két hónap alatt. (Gollam eredeti verziója egy-két pillanat erejéig látható az első filmben.) Újabb feladatot vetett fel, hogy ráébredtek, a színészek jobban játszanak, ha Serkis jelen van a jelenetben. Végül a CG-Gollamot képkockáról képkockára ráanimálták ezen szekvenciákban a színész helyére. Pár jelenetet teljes egészében animációval hoztak létre, például mikor Gollam fentről lefelé mászik a sziklafalon. Gino Acevedo felügyelte a realisztikus bőr hatását, aminek a renderelése képkockánként négy órát vett igénybe.

#### Szilszakáll
Míg Gollamot képkockánként négy órába tellett renderelni, Szilszakállhoz negyvennyolcra volt szükség.

### Zene
A Gyűrűk Ura: A két torony zenéjét Howard Shore komponálta, hangszerelte és vezényelte, akárcsak a trilógia másik két filmjének esetében.
A dal, amit Éowyn énekel unokatestvére, Théodred eltemetésekor a bővített változatban, a rohírok tradicionális dalainak stílusában íródott, s a szövege óangol. A dal nem szerepel a könyvben, tónusa az izlandi epikus művekre jellemző verselésre egy variáció.

## Fogadtatás

### Kritikusok
A Rotten Tomatoes kritikaösszesítő oldalon A két torony kapta a legjobb, 98%-os értékelést a trilógiából.

## Fontosabb díjak, jelölések
BAFTA-díj (2003)
- díj: legjobb jelmeztervezés – Ngila Dickson, Richard Taylor
- jelölés: legjobb film – Frances Walsh, Peter Jackson
- jelölés: legjobb rendező – Peter Jackson
- jelölés: legjobb operatőr – Andrew Lesnie
- jelölés: legjobb hang
- jelölés: legjobb vágás – D. Michael Horton
- jelölés: legjobb smink és maszk – Peter Owen

Oscar-díj (2003)
- díj: legjobb vizuális effektusok – Randall William Cook, Alex Funke, Jim Rygiel, Joe Letteri
- díj: legjobb hangeffektusok – Ethan Van der Ryn, Mike Hopkins
- jelölés: legjobb film – Peter Jackson, Barrie M. Osborne, Frances Walsh
- jelölés: legjobb látványtervezés – Grant Major
- jelölés: legjobb hang
- jelölés: legjobb vágás – D. Michael Horton

Grammy-díj (2003)
- díj: legjobb zenei album – film, televízió vagy más vizuális média – Howard Shore

Golden Globe díj (2003)
- jelölés: legjobb rendező – Peter Jackson
- jelölés: legjobb film – drámai kategória

## DVD-kiadás

### Bővített változat
A Két torony is megjelent DVD-n új, mintegy háromnegyed órányi bővített jelenettel, melyek a következők:
- Gandalf moriai zuhanása után látjuk Frodót és Samut, amint a tündéktől kapott kötélen leereszkednek a sziklás gleccserszakadékon.
- Újabb jeleneteket láthatunk Samuról és Frodóról a hegyekben, miközben Gollam egy sziklaszirtről figyeli őket.
- Gollam jó és rossz énje vitatkozik azon, hogy elvezesse-e a hobbitokat Mordorba.
- Az orkok vitatkoznak, miközben Pippin vizet kér tőlük a megsebesült Trufa számára.
- Bővített jelenet, amelyben Fehér Saruman ellenőrzi az ork-hadsereg „gyárat” és utasítást ad a fangori erdő kivágására (hogy legyen mivel táplálni a kohókat).
- További képsorok a rohani falvak feldúlásáról.
- Éomer rátalál a halálos sérülést szerzett Théodred-re a Saruman orkjaival vívott nagy csata helyszínén.
- Bővített jelenet arról, hogyan száműzi Éomert Théoden a Kígyónyelvű Gríma ármánykodása miatt.
- További jelenetek, amelyekben az orkok azon vitatkoznak, hogy megegyék-e Trufát és Pippint, illetve egy jelenet, amelyben azt gondolják, hogy a két hobbit talán a Gyűrű hordozója lehet.
- Gollam arra panaszkodik, hogy éhes, majd elmajszol némi férget.
- Legolas mesél a fangorni erdő fáiról, és arról, hogyan neveltek a tündék réges-régen értelmes enteket belőlük.
- További jelenetek, Fehér Gandalf visszatéréséről a fangorni erdőbe, amelyben arról beszél, hogy mi történik Edoras-ban, illetve, hogy Trufa és Pippin erdei kalandjának köszönhetően az entek felébrednek és harcba indulnak.
- Szilszakáll egy dalt énekel a hobbitoknak az ent-asszonyokról, melynek hallatán Trufa és Pippin álomra szenderül.
- Gandalf eljövendő dolgokról beszél Aragornnak. Gandalf szerint Sauron fél attól, hogy mivé válhat egykoron majd Aragorn. Gandalf szerint Sauron nem sejti, hogy a Szövetség nem használni, hanem elpusztítani szeretné a Gyűrűt.
- Trufa és Pippin a fangorni erdőben megkóstolják az entek italát, amitől hirtelen nőni kezdenek, majd a fák beszívják őket. Végül Szilszakáll segítségével menekülnek meg.
- Szilszakáll elmeséli a két hobbitnak népe történetét, azt, hogy miért maradt már csak olyan kevés ent az erdőben, illetve hogy eltűntek az ent-asszonyok.
- Kígyónyelvű Gríma Aragorn feléje nyújtott kezébe köp, mielőtt elszökik.
- Éowyn énekel Théodred temetésén.
- Aragorn egy lovat nyugtat tünde-szóval Edoras istállójában. Később ez a ló (Brego, Théodred lova) menti meg az életét.
- Saruman bosszankodik, hogy újra feltűnt Gandalf, majd a Kígyónyelvűtől tudomást szerez Aragorn létezéséről.
- Mielőtt felkerekednének a Helm szurdok felé, Théoden király megígéri népének, hogy visszatérnek Edorasba.
- Bővített jelenet, amelyben Faramir elkapja Frodót és Samut.
- Gimli a törpasszonyokról mesél.
- Aragorn és Théoden Éowynről beszélgetnek útban a Helm szurdok felé.
- Bővített visszaemlékezés-jelenet Arwen és Aragorn együttlétéről.
- További véres csatajelenetek a farkaslovasokkal vívott küzdelemből.
- Aragorn ájultan sodródik a folyóban. Mikor partot ér, Brego segítségével jut el a Helm szurdokba.
- A Helm szurdokba érkezéskor Éowyn ellenőrzi a megcsappant élelem-készleteket.
- Bővített jelenet, amelyben Faramir Samunak és Frodónak beszél Boromir haláláról, majd Gondor törött kültjének megtalálása.
- Egy hosszú, új visszatekintő jelenet, amelyben a két testvért, Boromirt és Faramirt láthatjuk apjukkal, Denethorral. Denethor elmondja Boromirnak, hogy előkerült az Egy Gyűrű, és elküldi fiát a Völgyzugolyba összehívott tanácskozásra. Azt kéri fiától, hogy hozza el a Gyűrűt Gondorba, hogy segítségével megmenthesse a népét.
- Faramir emberei megverik Gollamot, mielőtt kifaggatnák.
- Aragorn és Éowyn beszélgetnek a Helm szurdok-béli csata előtt. Éowyn elmondja, hogy Aragorn oldalán szeretne harcba menni.
- További részletek az entek tanácskozásáról. Már este van, de az entek még csak most tartanak az üdvözlésnél.
- A mozi-változatnál is intenzívebb és véresebb, bővített csatajelenetek a Helm szurdoki csatában.
- A Fangorn erdő entjei Vasudvard felé indulnak, hogy bosszút álljanak az orkokon.
- Az orkok menekülnek, de útjukat állják az entek.
- Legolas és Gimli egymást próbálják túllicitálni, amikor arról beszélnek ki hány orkot küldött a túlvilágra a csatában. Legolas nem túl sportszerűen "egyenlít".
- A farkaséhes Trufa és Pippin felfedeznek egy élelemmel teli felrobbant raktárat az entek által lerohant Vasudvard romjai között.
- Faramir útnak indítja Frodót és Samut, majd megfenyegeti Gollamot, hogy ha bármi bajuk esne a hobbitoknak, akkor lesz nemulass.

## 9/11 „visszhang”
A 2001. szeptember 11-ei terrortámadások után egy 19 éves diák egy tréfás online petíciót tett közzé annak érdekében, hogy Peter Jackson változtassa meg A két torony címet, mert ez az ikertornyokra való asszociációra ad okot. A felhasználó látszólag nem volt tudatában annak, hogy nem Jackson választotta, illetve hogy A két torony elnevezés Tolkientől származik, aki második könyvének adta az ominózus címet. A petíciót visszavonták. Részben így hangzott: „A cím egyértelműen a World Trade Centert ért támadásokra utal. Ebben a szeptember 11. utáni világban ez megbocsáthatatlan és megengedhetetlen. Az ötlet offenzív és morálisan ellenszenves.” A petíció olyan filmek esetét gúnyolta ki, mint a Pókember és Az igazság nevében, amelyeket újravágtak, hogy eltávolítsák az esetleges fájdalmas emlékeztetőket belőlük.
A petíció kapcsán a Los Angeles Times a következőt írta:
Nem csak a netezők kapcsán merült fel a téma. Az év elején a New Line szerette volna elérni, hogy a A két torony premierje New Yorkban legyen, ami révén – hasonlóan A Gyűrű Szövetségéhez – a Twin Towers Fund (Ikertornyok Alap) 300 000 dollárhoz jutna. A megkeresett szervezetek azonban elutasítóaknak bizonyultak.
„Úgy tűnik, úgy gondolták, a film címe túl rázós”, közölte a New Line vezetője, Robert Shaye. Elmondta, történt egy beszélgetés a megváltoztatásáról. „Nem fog megtörténni”, tette hozzá egyhangúan.